# Bruflat Station
Bruflat Station (Bruflat holdeplass) var en jernbanestation på Gjøvikbanen, der lå ved bygden Bruflat mellem Eina og Reinsvoll i Vestre Toten kommune i Norge.
Stationen blev oprettet som trinbræt i 1929. Den blev nedlagt 2. juni 1985. Stationen lå oprindeligt 103,58 km fra Oslo men blev flyttet 120 m længere mod nord til 103,70 km i 1963. Stationen bestod af et spor og en kort perron uden egentlige faciliteter.